# Spółdzielnia Wydawnicza „Książka”
Spółdzielnia Wydawnicza „Książka” – wydawnictwo lewicowe działające w Warszawie. Reaktywowane w roku 1944 pod patronatem PPR jako wydawca literatury, gazet i czasopism na skalę masową. Posiadało wtedy oddziały w 25 miastach Polski. Jego dyrektorem od 1946 roku był Leon Kasman, a jego zastępcą Adam Bromberg. W okresie międzywojennym kierował nim m.in. Aleksander Ostrowski. Wydawnictwo „Książka” w 1948 roku połączyło się z prowadzonym przez PPS Wydawnictwem „Wiedza” w związku ze zjednoczeniem obu partii i powstaniem PZPR. W efekcie powstała istniejąca do dziś Spółdzielnia Wydawniczo-Handlowa „Książka i Wiedza.